# アシュトンテイト
アシュトンテイト（英: Ashton-Tate Corporation）は、dBASEデータベース製品で知られたアメリカ合衆国のソフトウェア企業。1991年9月、ボーランドに買収された。アシュトンテイトの製品だったdBASEとInterBaseは今も開発・販売が続けられている。dBASE PlusはRAD環境としてdataBased Intelligence, Inc.が販売している。InterBaseはボーランドが開発・販売を継続している。

## 草創期
アシュトンテイトは、1980年にジョージ・テイト (George Tate) とハル・ラシュリー (Hal Lashlee) が設立したソフトウェアの通信販売会社ソフトウェア・プラス社 (Software Plus) が母体となっている。創業時には、テイトを始めサイエントロジー信者が多く働いていた。最初は小じんまりとしたビジネスだったが、1981年にC・ウェイン・ラトリフ (C. Wayne Ratliff) が開発したCP/M上で動くデータベースソフト・バルカン (Vulcan) の販売を取り扱うことで、状況が一変する。ラトリフが販売を認める条件として社名の変更を示したためテイトとラシュリーは社名の変更に迫られたが、ラシュリー自身が自分の名前を出すのを嫌がったことから幹部だったHal Pawlukがイギリス風の格調ある名前ということで架空のアシュトン (Ashton) という名前をでっち上げ、これにジョージ・テイトの名前を組み合わせてアシュトンテイトという社名が決まった（ちなみにテイトが飼っていたインコの名前がアシュトンだったことから、そこから取ったという説もある）。
ラトリフの開発したバルカンは（商標上の問題もあって）dBASE IIとして発売されたが、最初のバージョンでありながらわざわざIIとつけたのは改良された安定したバージョンとしてのイメージに訴えたネーミングだった。更にアシュトンテイトは、ラティフと（バルカンの原型であるJPLDISを開発した）ジェブ・ロングを雇い入れて、dBASE IIの改良とIBM PCへの移植を行わせた。IBM PC版dBASE IIは1982年にリリースされたが、これが爆発的な売り上げを記録し翌1983年には株式公開、1984年には年間売り上げが4000万ドルとなりその殆どがdBASEとその関連ツールによるものだった。マイクロソフトとロータスと並んで、アシュトンテイトは1980年代前半の勝ち組ソフトウェア企業となったのである。

## CEO交代
1984年8月10日、40歳のテイトが心筋梗塞で急死すると、1982年2月にアシュトンテイトに重役として参加したデビッド・コール (David Cole) が暫定CEOとなり1984年10月29日まで務めた（その後コールはジフデービスに移籍）。
結局、VisiCalcのマーケティング担当でパーソナルコンピュータ用ソフトウェアの販路開拓の草分けだったエド・エスバー (Ed Esber Jr.) がCEOとなったが、エスバーの下アシュトンテイトはソフトウェア企業として三本の指に入るまでに成長した。彼の在任した7年間はアシュトンテイトの黄金期でもあり、売り上げは4000万ドルから3億1800万ドルへと600%以上の成長を見せた。しかしdBASEの開発者やユーザーとは激しい対立を引き起こし、結果としてアシュトンテイトやdBASEの衰退の一因を作っている。dBASEを開発したラトリフとは「君は我が社にとって警備員と同じくらい重要だ」と言った（企業がチームであり、開発チーフも警備員も重要性に差が無いことを説明しようとした）ことから反発を買い、dBASEの新バージョンをC言語で開発することが決まって数ヵ月後にラトリフは退社。アシュトンテイトの営業担当者を引き抜いてMigentという会社をラトリフは起業したが、エスバーはMigentがアシュトンテイトの営業秘密を不正に利用しているとして同社を訴えている（その後、ラトリフはアシュトンテイトへの復帰を申し出ている）。
また、エスバーはアシュトンテイトの多角化のため、様々な企業を買収して製品の品揃えを拡大していった。しかし、その殆どは失敗に終わり売り上げに貢献することはなかった。このことは、変化の激しい市場での企業買収と製品の連携の難しさを示しているとも言える。
MultiMateワードプロセッサ（ワープロ）。ワング・ラボラトリのワープロ専用機をPC上で実現したもの。しかし、買収した1985年にはワングのワープロ機は既に時代遅れになりつつあり、売り上げが伸びることもなく、改良も困難だった。
MasterシリーズChart Master、Sign Master、Diagram Master などの単純なグラフ描画ソフト群。表計算ソフトがグラフ描画機能を組み込むようになって売れなくなった。
Frameworkワードプロセッサ、表計算、小型データベース、アウトラインプロセッサによるオフィススイート。GUIベース。買収した製品の中では最も成功した例であるが、当時は個々の単体のアプリケーションほど売れなかった。
BylineDTPソフト。機能は豊富ではないが低価格な製品。しかし、ワープロソフトの高機能化により売れなくなっていった。Forth言語で書かれている。
Friday!PIMソフト。dBASE II を使っている。大々的に宣伝されたが完全な失敗に終わった。
RapidFileフラットファイル型データベースと呼ばれるもの。宛名書きやフォームレターの作成に使われた。ある程度成功したがWindows版が開発されることはなかった。これも Forth言語で書かれている。
またMacintosh (Mac) が登場するとApple側から製品移植を打診され、Mac向けデータベースを作っていた会社を買収してdBASE Macの開発に着手すると共に、他社のMac向け表計算ソフトやワープロソフトの開発に資金援助もしている（後のFullImpactとFullWrite）。
dBASE Macは1987年9月にFullWriteとFullImpactは1988年にそれぞれリリースされたが、dBASE MacはPC版とのデータ互換性がない上に頻繁にクラッシュするという悪評が立ち、FullWriteとFullImpactは幸い好評だったもののFullImpactは競合製品のMicrosoft ExcelやInformix Wingzが先行して発売されていたため苦戦を強いられた。この3つの製品は別々に開発されたため、連携を強化する必要があった。しかし、FullImpactが2年後にバージョンアップされただけで他はバージョンアップされることはなかった。また、マイクロソフトの攻勢により、アシュトンテイトのMac向け製品は勢いを失っていった。この時期、アシュトンテイトは売り上げ額のピークである3億1800万ドルを記録している。
同社の衰退を決定的にしたのは、dBASE IVでのリリースの不手際である。クライアントサーバモデルに基づきMicrosoft SQL Serverのフロントエンドとして使えることを売りにしたのだが、プロジェクト管理の不手際からリリースのスケジュールが遅延し、しかもリリースしたものですらバグや不具合が多数見つかり、当初予定されていた機能すら有していないなど散々な悪評を生んだ。しかもその間隙を縫う形で、FoxBase や Clipper などの dBASE クローンが売り上げを伸ばし、dBASE のシェアは1988年にはPC用データベース市場の 63%を占めていたのが翌1989年には43%にまで急落した。止めとしてマイクロソフトからは代替のフロントエンドとして Microsoft Access がリリースされ、エスバーの法廷闘争に訴えたクローン潰しも門前払いの格好で失敗に終わった。

## ボーランドによる買収
エスバーは数年前から他社との合併の道を模索していた。例えば、1985年から1989年までロータスとの合併の議論を進めていた。もし1985年にアシュトンテイトとロータスの合併が実現していたら、パーソナルコンピュータ用ソフトウェアの歴史は大きく変わっていただろう。他にも、Cullinet、CA、インフォミックス、シマンテック、マイクロソフトとの合併話があったが、いずれも成立しなかった。
1990年、ボーランドとの合併が持ち上がった。しかし、アシュトンテイトの取締役会はボーランドとの合併を進めようとするエスバーを解任し、ビル・ライオンズを後任とした。ライオンズはdBASE以外の製品ビジネスの責任者だったが、前任者が進めて後は出荷するばかりとなっていたdBASE IV 1.1のリリースを行った。アシュトンテイト経営陣の各人に25万ドルのボーナスと高額な退職金を与えるなどのオプションを追加した上で、ライオンズはボーランドとの合併交渉を再開した。
買収価格はエスバーが持ちかけた時よりもずっと減額されたが、ボーランドとの合併は平穏無事とは行かなかった。ボーランドには既にデータベースシステムとしてParadoxがあり、これがdBASEと競合していた。ボーランドを率いていたフィリップ・カーンは両者を競わせると同時に、双方の製品を真にWindowsベースとなるよう改良すべきだと判断した。1993年、ボーランドは従来のコードベースではWindows対応できないとしてこれらを捨て、新製品開発チームを立ち上げ、1994年にdBASE for Windowsをリリースした。しかし、1992年にマイクロソフトがリリースしたAccessが市場を席巻しており、同時期にマイクロソフトはFox Softwareを買収してFoxProもリリースしていた。dBASEクローンの市場はFoxProに収斂していき、dBASE for Windowsは短命に終わった。
Quattro ProとParadoxをノベルに売却すると、ボーランドに残された製品はEsberが1980年代に取得していたInterBaseだけとなった。ボーランドはソフトウェア開発ツールに注力する方針を打ち出し、InterBaseは開発ツールの一部として、あるいは SQLデータベースのプロトタイピング用として最適なものとして残されたのである。
結果として、アシュトンテイトの買収はボーランドにとっては過ちだった。採算性のない製品は販売をやめる必要があり、主要製品であるdBASEは長年蓄積された問題がボーランドのマネジメントを圧迫した。このため、マイクロソフトとの市場での争いが最高潮に達したころ、ボーランドの弱体化を招くことになった。そして、そのころフィリップ・カーンはボーランドを辞めていった。

## こぼれ話
- dBASE IIの名づけ親はロサンゼルスの広告コンサルタントHal Pawlukであった。また、dBASE IIのマニュアルに "personal letter from a founder"（創業者からの個人的手紙）と題した文章を書き、Joe Ashtonという架空の名前で署名した。このため、アシュトンテイトのサポートに電話したユーザーは、Joe Ashtonの個人的な友人だと主張することがあった。一時期、アシュトンと名づけられたインコが同社の食堂で飼われていた。
- 当初の社名はSoftware PlusではなくDiscount Softwareとされている場合もある。これはどちらも正しい。George Tateは両社を含めた3つの会社を運営していた。Software Plusは再販業者向けのソフトウェア流通業、Discount Softwareは一般消費者向けの通信販売、Software Centreは小規模の小売店チェーンであった。
- dBASE IIを含む当時のデータベース製品は、複数のデータファイルを扱えることを「リレーショナル」と称していた。もちろん、当時既に関係データベースという用語は存在していたし、dBASE IIなどは関係データベースではない。
- dBASE IIの初期のライセンス契約書には99年間のソフトウェア利用権を与えるとの記述があった。後にPC MagazineのJohn Dvorakは奇妙なソフトウェアライセンスのコレクションにこれを入れている。